# توني غوستافسون
توني غوستافسون (بالسويدية: Tony Gustavsson)‏ هو لاعب كرة قدم ومدرب كرة قدم سويدي، ولد في 14 أغسطس 1973 في سوندسفال في السويد. لعب مع نادي إسكلستونا ونادي براغي.

## وصلات خارجية
- توني غوستافسون على موقع قاعدة بيانات كرة القدم.إي يو (الإنجليزية)
- توني غوستافسون على موقع عالم كرة القدم.نت (الإنجليزية)
- توني غوستافسون على موقع أوليمبيديا (الإنجليزية)